# Marcello Sorgi
Marcello Sorgi (Palermo, 31 marzo 1955) è un giornalista e saggista italiano, già direttore del Tg1 e del quotidiano La Stampa del quale è editorialista.

## Biografia

### Attività giornalistica
Figlio dell'avvocato Antonino Sorgi, già durante l'adolescenza matura la passione per il giornalismo. Nel 1973, all'età di 18 anni, viene assunto a L'Ora, quotidiano della sua città natale. Nel frattempo segue le orme del padre laureandosi in Giurisprudenza, poi per il giornale si trasferisce a Roma come inviato, e nel 1979 passa sulle colonne de Il Messaggero.
Da inviato, esperto di terrorismo, Sorgi diviene cronista parlamentare, venendo assunto nel 1986 da La Stampa, il principale quotidiano di Torino, divenendone, nel 1994, vicedirettore.
Nel 1996 è in RAI, nel ruolo di direttore del giornale radio, divenendo dopo pochi mesi responsabile del TG1, carica che mantiene fino al giugno del 1998. Dimessosi, diviene direttore del La Stampa. Nel 2005 lascia la direzione rimanendo al quotidiano come editorialista. Tra il 2006 e il 2007 è stato corrispondente da Londra.

### Attività culturale
Nel 2001 ha pubblicato con Sellerio La testa ci fa dire, libro-intervista con lo scrittore Andrea Camilleri.
Nel 2008 è stato curatore della mostra fotografica Il Secolo dell'Avvocato, dedicata alla vita di Gianni Agnelli, e ha scritto con lo stesso titolo il saggio introduttivo del catalogo della mostra.
Nel 2009 Sorgi ha scritto il libro Edda Ciano e il comunista (Rizzoli Editore) in cui racconta la storia d'amore tra Edda Ciano, la figlia del Duce, e un capopopolo comunista, Leonida Bongiorno, che ha come sfondo l'Isola di Lipari. Dal libro è stato tratto un film per Rai Uno, diretto da Graziano Diana e interpretato da Alessandro Preziosi e Stefania Rocca.
Nel 2010, sempre con Rizzoli, ha pubblicato Le amanti del vulcano, una ricostruzione storica del triangolo amoroso tra Roberto Rossellini, Ingrid Bergman e Anna Magnani.

### Vita privata
È sposato con la costituzionalista Anna Chimenti, con cui ha avuto due figli.

## Opere
- La testa ci fa dire. Dialogo con Andrea Camilleri, Palermo, Sellerio, 2000. - nuova ed. accresciuta, Palermo, Sellerio, 2019, ISBN 978-88-389-1568-0.
- Il secolo dell'Avvocato, Milano, Skira, 2008, ISBN 978-88-613-0531-1.
- Edda Ciano e il comunista. L'inconfessabile passione della figlia del duce, Collana Saggi italiani, Milano, Rizzoli, 2009, ISBN 978-88-170-3053-3.
- Le amanti del vulcano. Bergman, Magnani, Rossellini: un triangolo di passioni nell'Italia del dopoguerra, Collana Saggi italiani, Milano, 2010, ISBN 978-88-170-3999-4.
- Il grande dandy. Vita spericolata di Raimondo Lanza di Trabia, ultimo principe siciliano, Collana, Milano, Rizzoli, 2011, ISBN 978-88-170-4825-5.
- Le sconfitte non contano, Collana Saggi italiani, Milano, Rizzoli, 2013, ISBN 978-88-170-5612-0.
- Colosseo vendesi. Una storia incredibile ma non troppo, Milano, Bompiani, 2016, ISBN 978-88-452-8208-9.
- Presunto colpevole. Gli ultimi giorni di Craxi, Collana Stile Libero Extra, Torino, Einaudi, 2020, ISBN 978-88-062-4586-3.
- M. Sorgi-Mario Pendinelli, Quando c'erano i comunisti. I cento anni del Pci tra cronaca e storia, Collana Gli specchi, Venezia, Marsilio, 2020, ISBN 978-88-297-0571-9.
- Mura. La scrittrice che sfidò Mussolini, Collana Gli specchi, Venezia, Marsilio, 2022, ISBN 978-88-297-1676-0.
- San Berlinguer. L'ultimo capo del popolo comunista , Chiarelettere, Milano, 2024